# Senjske žrtve
Senjske žrtve naziv je za pokolj 9. svibnja 1937. u Senju, kada su jugoslavenski žandari bez ikakvog povoda pucali na skupinu mladih golorukih Gospićana koji su s hrvatskom zastavom došli u Senj. Tom prigodom žandari su namjerno ubili šest mladića i jednu djevojku.
U Senju se toga dana održao koncert hrvatskog pjevačkog društva "Trebević" iz Sarajeva. Održao se i zbor posvećen Matiji Gupcu i braći Radić u organizaciji HSS-a, pred čak 6000 nazočnih. HSS-ovci su se uobičajeno kritički osvrnuli na protuhrvatsku politiku režima, a sudionici zbora potom su se mirno razišli gradom. Povorka je pjevala hrvatske pjesme, a iz kamiona su Ličani veselo klicali Senjanima. Pri prolasku četvrtog kamiona Gospićana, u kojemu je 33 mladića i djevojaka uz tamburice pjevalo "Hajd'mo, hajd'mo, narode, pod barjak slobode" zapovjednik žandara, kapetan Koprivica, dao je znak rukom, na što je kaplar Besedić pucao iz svoga revolvera. Kod gostionice "Nehaj" iz pušaka i strojnica pucalo je još 19 žandara. Na mjestu je ubijeno 5 civila:
- Tome Nikšić
- Nikola Bevandić
- Marko Smolčić
- Katica Tonković
- Frane Jelača

Dok su teško ranjeni i istoga dana podlegli ranama:
- Jakov Milković
- Pere Frković

Službena izvješća nastojala su žrtve prikazati kao "ustaše, frankovce i komuniste", no prema izjavama očevidaca, žandari su ovaj događaj unaprijed pripremali.
Stradali rodoljubi pokopani su nakon dva dana u Gospiću, dostojanstveno, na velikom sprovodu. Podignuta im je spomen-ploča u kapeli sv. Ivana Nepomuka u Gospiću.

## Poveznice
- Mr. sc. Nikola Bičanić, prof. za portal Croatia.ch: Senjske žrtve  Arhivirana inačica izvorne stranice od 30. listopada 2013. (Wayback Machine)